# Diferencias entre el inglés estadounidense y el inglés británico

Comparación ortográfica internacional del inglés.

La lengua inglesa fue introducida en América por la colonización británica a finales del siglo XVI y principios del XVII. El idioma también se extendió a muchas otras partes del mundo como resultado del comercio británico, la colonización y la expansión del antiguo Imperio británico, que en 1921 contaba con 470–570 millones de habitantes, aproximadamente una cuarta parte de la población mundial. Conviene tener en cuenta que en Inglaterra, Gales, Irlanda y, sobre todo, en algunas zonas de Escocia existen distintas variedades de la lengua inglesa, por lo que el término "inglés británico" es una simplificación excesiva. Las formas escritas del inglés "británico" y estadounidense que aparecen en periódicos y libros de texto varían poco en sus rasgos esenciales, con sólo diferencias ocasionales notables.
A lo largo de los últimos 400 años, las variedades del idioma utilizado en América —especialmente en Estados Unidos— y en el Reino Unido han divergido en algunos aspectos menores, dando lugar a las versiones que hoy se conocen como inglés estadounidense e inglés británico. Las diferencias entre ambos incluyen la pronunciación, la gramática, el vocabulario (léxico), la ortografía, la puntuación, los modismos y el formato de fechas y números. Sin embargo, las diferencias en la estructura gramatical escrita y la mayoría de las habladas suelen ser mucho menores que en otros aspectos de la lengua en términos de inteligibilidad mutua. Algunas palabras tienen significados completamente distintos en las dos versiones o incluso son desconocidas o no se utilizan en una de ellas. Una contribución particular a la formalización de estas diferencias vino de la mano de Noah Webster, que escribió el primer diccionario estadounidense (publicado en 1828) con la intención de demostrar que los habitantes de Estados Unidos hablaban un dialecto diferente del que se hablaba en el Reino Unido, algo así como un acento regional.
Esta divergencia entre el inglés estadounidense y el británico ha sido objeto de comentarios humorísticos: por ejemplo, en la ficción George Bernard Shaw dice que Estados Unidos y el Reino Unido son "dos países divididos por un mismo idioma"; y Oscar Wilde afirma que "hoy en día tenemos realmente todo en común con Estados Unidos, excepto, por supuesto, el idioma" (El fantasma de Canterville, 1888). Henry Sweet predijo erróneamente en 1877 que dentro de un siglo el inglés americano, el australiano y el británico serían mutuamente ininteligibles (A Handbook of Phonetics). Tal vez el aumento de la comunicación mundial a través de la radio, la televisión, Internet y la globalización haya tendido a reducir la variación regional. Esto puede llevar a la extinción de algunas variantes (por ejemplo, the wireless ha sido progresivamente sustituido por the radio) o a la aceptación de amplias variantes como "inglés completamente bueno" en todas partes.
Aunque el inglés estadounidense y el británico suelen ser mutuamente inteligibles, existen diferencias ocasionales que pueden resultar embarazosas: por ejemplo, en inglés americano, rubber se interpreta como condón y no como goma de borrar.

## Derivación de palabras y composición
- Sufijo direccional -ward(s): británico forwards, towards, rightwards, etc.; americano forward, toward, rightward. En ambas variedades la distribución varía un poco: afterwards, towards y backwards no son inusuales en América; mientras que en el Reino Unido upward y rightward son las opciones más comunes, al igual que forward, que es estándar en verbos preposicionales como look forward to.[5][6][7] Las formas con -s pueden utilizarse como adverbios (o preposición towards), pero rara vez como adjetivos: en el Reino Unido, como en América, se dice "an upward motion". El Oxford English Dictionary de 1897 sugirió una distinción semántica para los adverbios, en la que -wards tenía un sentido direccional más definido que -ward; autoridades posteriores como Fowler han rebatido esta afirmación.

- El inglés estadounidense (en inglés: American English, AmE) añade libremente el sufijo -s a day, night, evening, weekend, Monday, etc. para formar adverbios que denotan una acción repetida o habitual: I used to stay out evenings; the library is closed on Saturdays. Este uso tiene sus raíces en el inglés antiguo, pero muchas de estas construcciones se consideran ahora americanas (por ejemplo, el OED categoriza nights como "ahora principalmente en N. Amer. coloq." en construcciones como to sleep nights, pero to work nights es estándar en inglés británico).

- En inglés británico (en inglés: British English, BrE), el sufijo agentivo -er se añade comúnmente a football para referirse a alguien que practica este deporte (también cricket; a menudo netball; ocasionalmente basketball y volleyball). En AmE se suele utilizar football player. Cuando el nombre del deporte puede usarse como verbo, la sufijación es estándar en ambas variedades: por ejemplo, golfer, bowler (en bowling de diez bolos y en bolos sobre hierba) y shooter. AmE parece utilizar a veces la forma baller como argot para referirse a un jugador de baloncesto, como en el videojuego NBA Ballers. Sin embargo, esto se deriva del uso argot de to ball como verbo que significa jugar al baloncesto.

- Los escritores ingleses de todo el mundo crean de vez en cuando nuevas palabras compuestas a partir de frases comunes; por ejemplo, health care se está sustituyendo por healthcare a ambos lados del Atlántico. Sin embargo, AmE ha creado ciertas palabras de este modo que siguen tratándose como frases en BrE.

- En los sustantivos compuestos de la forma <verbo><sustantivo>, el AmE a veces prefiere el bare infinitive, mientras que BrE prefiere el gerundio. Algunos ejemplos son (AmE primero): jump rope/skipping rope; racecar/racing car; rowboat/rowing boat; sailboat/sailing boat; file cabinet/filing cabinet; dial tone/dialling tone; drainboard/draining board.

- En general, AmE tiende a suprimir los sufijos flexivos y prefiere las formas acortadas: compárese cookbook con cookery book; Smith, age 40 con Smith, aged 40; skim milk con skimmed milk; dollhouse con dolls' house; barber shop con barber's shop.[8]

- Los atributos singulares en un país pueden ser plurales en el otro, y viceversa. Por ejemplo, en el inglés británico se utiliza drugs problem, mientras que el inglés americano utiliza a drug problem (aunque el uso singular también se oye comúnmente en el Reino Unido); los estadounidenses leen the sports section de un periódico; los británicos suelen leer the sport section. Sin embargo, el BrE maths es singular, como physics, al igual que el AmE math: ambos son abreviaturas de mathematics.

- Algunas palabras del inglés británico proceden de raíces francesas, mientras que el inglés americano encuentra sus palabras en otros lugares; por ejemplo, eggplant y zucchini en AmE son aubergine y courgette en BrE.

- Del mismo modo, el inglés estadounidense ha sustituido en ocasiones palabras inglesas más tradicionales por sus equivalentes en español. Esto es especialmente común en regiones históricamente afectadas por la colonización española (como el suroeste de Estados Unidos y Florida), así como en otras zonas que desde entonces han experimentado una fuerte migración hispana (como los centros urbanos). Ejemplos de ello son la preferencia de los supermercados estadounidenses por nombres españoles como cilantro y manzanilla en lugar de coriander y camomile, respectivamente.

## Vocabulario
La familiaridad de los hablantes con palabras y frases de distintas regiones varía, y la dificultad para discernir una definición desconocida también depende del contexto y del término. A medida que las expresiones se extienden con la globalización de las telecomunicaciones, a menudo, aunque no siempre, se reconocen como ajenas al dialecto del hablante, y las palabras de otros dialectos pueden conllevar connotaciones en cuanto a registro, estatus social, origen e inteligencia.

### Palabras y frases con diferentes significados
Palabras como bill y biscuit se utilizan regularmente tanto en AmE como en BrE, pero pueden significar cosas diferentes en cada forma. La palabra "bill" tiene varios significados, la mayoría de los cuales son compartidos entre AmE y BrE. Sin embargo, en AmE "bill" suele referirse a una pieza de papel moneda (como en "dollar bill") que en BrE se denomina más comúnmente "note". En AmE también puede referirse a la visera de una gorra, aunque esto no es en absoluto común. En AmE, un biscuit (del francés "twice baked", como en biscotto) es un producto blando de panadería que en BrE se conoce como scone o una galleta específicamente dura y dulce. Por su parte, un biscuit del BrE incorpora tanto galletas de postre como galletas ("cookies") del AmE (del neerlandés "little cake").
Según la crónica de Winston Churchill, los significados opuestos del verbo to table crearon un malentendido durante una reunión de las fuerzas aliadas; en BrE to table an item on an agenda significa que lo someterán a debate, mientras que en AmE significa que lo retirarán del debate, o a veces, suspenderlo o posponerlo; por ejemplo Let's table that topic for later.
La palabra "football" en BrE se refiere al fútbol asociación, también conocido en EE. UU. como soccer. En AmE, "football" significa fútbol americano. El término estándar AmE "soccer", una contracción de "association (football)", es en realidad de origen británico, derivado de la formalización de diferentes códigos de fútbol en el siglo XIX, y fue un uso bastante anodino (posiblemente marcado por la clase) en BrE hasta más tarde; en Gran Bretaña se percibió como un americanismo. En contextos no estadounidenses ni canadienses, sobre todo en noticias deportivas de fuera de Estados Unidos y Canadá, las agencias de noticias y los medios de comunicación estadounidenses (o las sucursales estadounidenses de extranjeros) también utilizan "football" para referirse a "soccer", especialmente en citas directas.
Del mismo modo, la palabra "hockey" en BrE se refiere al hockey sobre césped y en AmE, "hockey" significa hockey sobre hielo.
Las palabras con significados completamente diferentes son relativamente pocas; la mayoría de las veces se trata de (1) palabras con uno o más significados compartidos y uno o más significados exclusivos de una variedad (por ejemplo, bathroom y toilet) o (2) palabras cuyos significados son en realidad comunes tanto en BrE como en AmE pero que muestran diferencias en frecuencia, connotación o denotación (por ejemplo, smart, clever, mad).
Algunas diferencias de uso y significado pueden causar confusión o vergüenza. Por ejemplo, la palabra fanny es una palabra de argot para vulva en BrE, pero significa nalgas en AmE: la frase fanny pack en AmE es bum bag en BrE. En AmE, la palabra pissed significa estar molesto o enfadado, mientras que en BrE es una palabra vulgar para referirse a estar borracho (en ambas variedades, pissed off significa irritado).
Del mismo modo, en AmE la palabra pants es la palabra común para trousers del BrE y knickers se refiere a una variedad de pantalones de medio largo (aunque la mayoría de los usuarios de AmE utilizarían el término "shorts" en lugar de knickers), mientras que la mayoría de los hablantes de BrE entenderían pants como calzoncillos y knickers como calzoncillos femeninos.
A veces la confusión es más sutil. En AmE la palabra quite utilizada como calificativo es generalmente un refuerzo, aunque es algo infrecuente en el uso coloquial estadounidense actual y conlleva un aire de formalidad: por ejemplo, "I'm quite hungry" es una forma muy educada de decir "I'm very hungry". En BrE quite (que es mucho más común en conversación) puede tener este significado, como en "quite right" o "quite mad", pero más comúnmente significa "somewhat", de modo que en BrE "I'm quite hungry" puede significar "I'm somewhat hungry". Esta divergencia de uso puede dar lugar a malentendidos.

### Diferentes términos en diferentes dialectos
La mayoría de los hablantes de inglés estadounidense conocen algunos términos exclusivamente británicos. Por lo general, es muy fácil adivinar el significado de algunas palabras, como "driving licence" en BrE, cuyo equivalente en AmE es "driver's license". Sin embargo, el uso de muchas otras palabras británicas, como "naff" (jerga, pero comúnmente utilizada para significar "no muy bueno"), son inauditas en el inglés americano.
A los hablantes de BrE les suele resultar fácil entender la mayoría de los términos comunes del AmE, como "sidewalk (pavimento o sendero)", "gas (gasolina/petrol)", "counterclockwise (anticlockwise)" o "elevator (lift)", gracias en gran parte a una considerable exposición a la cultura popular y la literatura estadounidenses. Los términos que se oyen con menos frecuencia, especialmente cuando son raros o no existen en la cultura popular estadounidense, como "copacetic (muy satisfactorio)", es poco probable que los entiendan la mayoría de los hablantes de BrE.
Otros ejemplos:
- En el Reino Unido, la palabra whilst se utiliza habitualmente como conjunción (como alternativa a while, especialmente frecuente en algunos dialectos). Whilst tiende a aparecer en sentidos no temporales, como cuando se utiliza para señalar un contraste. En AmE, while se utiliza en ambos contextos,[13] siendo whilst mucho más infrecuente. Otras palabras con la terminación -st también se encuentran tanto en AmE como en BrE, a pesar de ser anticuadas o una afectación (por ejemplo, unbeknownst, midst). Históricamente, la palabra against también entra en esta categoría, y es estándar en ambas variedades.

- En el Reino Unido, en general, el uso de fall para significar "otoño" es obsoleto. Aunque se encuentra con frecuencia desde la literatura isabelina hasta la victoriana, el uso estacional de fall sigue siendo fácilmente comprensible para los hablantes de BrE sólo porque se utiliza así con mucha frecuencia en EE.UU.[14]

- En el Reino Unido no se utiliza el término period para un punto (en inglés: full stop); en AmE el término full stop rara vez, o nunca, se utiliza para el signo de puntuación y comúnmente no se entiende en absoluto. Por ejemplo, el primer ministro británico Tony Blair dijo: "Terrorism is wrong, full stop", mientras que en AmE, la frase equivalente es "Terrorism is wrong, period".[15] El uso de period como interjección que significa "y nada más; fin de la discusión" está empezando a utilizarse en el inglés coloquial británico, aunque a veces sin referencia consciente a la puntuación.

- En EE.UU., la palabra line se utiliza para referirse a una fila de personas, vehículos u otros objetos, mientras que en el Reino Unido queue se refiere a ese significado. En EE.UU., la palabra queue se utiliza más comúnmente para referirse al sentido informático de una estructura de datos en la que se añaden objetos a un extremo y se retiran del otro. En EE.UU., los términos equivalentes a "queue up" y "wait in queue" son "line up" o "get in line" y "wait in line". El término equivalente a "jumping the queue" es "cutting in line".[16]

| Británico                                         | Estadounidense            |
| ------------------------------------------------- | ------------------------- |
| maths                                             | math                      |
| post                                              | mail                      |
| trapezium                                         | trapezoid                 |
| aluminium                                         | aluminum                  |
| football                                          | soccer                    |
| quid (jerga para referirse a una o varias libras) | buck (jerga para dólares) |

### Saludos festivos
Cada vez es más frecuente que los estadounidenses digan "Happy holidays", refiriéndose a todas, o al menos múltiples, fiestas de invierno (en el hemisferio norte) o verano (en el hemisferio sur) (Navidad, Hanukkah, Kwanzaa, etc.), especialmente cuando se desconocen la religión de cada uno; esta frase rara vez se oye en el Reino Unido. En el Reino Unido, las frases "holiday season" y "holiday period" se refieren al periodo del verano en el que la mayoría de la gente se toma un descanso del trabajo y viaja; en AmE no se utiliza holiday en este sentido, sino vacation para las excursiones recreativas.
En AmE, la felicitación navideña predominante es "Merry Christmas", que es la felicitación navideña tradicional inglesa, como la que se encuentra en el villancico inglés "We Wish You a Merry Christmas", y que aparece varias veces en la obra de Charles Dickens A Christmas Carol. En BrE, "Happy Christmas" es una alternativa común a "Merry Christmas".

### Diferencias idiosincrásicas

#### Omisión de "and" y "on".
Generalmente, en inglés británico, los números con un valor superior a cien llevan la palabra "and" insertada antes de las dos últimas cifras. Por ejemplo, el número 115, escrito en palabras o dicho en voz alta, sería "one hundred and fifteen", en inglés británico. En inglés estadounidense, los números se suelen decir o escribir en palabras de la misma forma, aunque si se omite la palabra "and" ("one hundred fifteen"), también se considera aceptable (en BrE se consideraría gramaticalmente incorrecto).
Del mismo modo, en EE.UU. se puede omitir la palabra "on" cuando se hace referencia a acontecimientos que ocurren en un día concreto de la semana. La posibilidad estadounidense "The Cowboys won the game Saturday" tendría el equivalente en el Reino Unido de "Sheffield United won the match on Saturday".

#### Figuras retóricas
Tanto en BrE como en AmE se utiliza la expresión "I couldn't care less", para significar que al hablante no le importa en absoluto. Algunos estadounidenses utilizan "I could care less" para significar lo mismo. Esta variante suele tildar de poco precisa, ya que el significado literal de las palabras es que al hablante sí le importa hasta cierto punto.
En ambas variantes, decir "I don't mind" suele significar "I'm not annoyed" (por ejemplo, que alguien fume), mientras que "I don't care" suele significar "the matter is trivial or boring". Sin embargo, al responder a una pregunta como "Tea or coffee?", si cualquiera de las dos alternativas es igualmente aceptable, un estadounidense puede responder "I don't care", mientras que un británico puede contestar "I don't mind". Cualquiera de las dos puede sonar extraña, confusa o grosera para quienes estén acostumbrados a la otra variante.
"To be all set" tanto en BrE como en AmE puede significar "estar preparado o listo", aunque parece ser más común en AmE. También puede tener un significado adicional en AmE de "to be finished or done", por ejemplo, un cliente en un restaurante diciendo a un camarero "I'm all set. I'll take the check".

#### Modismos equivalentes
Varios modismos ingleses que tienen esencialmente el mismo significado muestran diferencias léxicas entre la versión británica y la estadounidense; por ejemplo:
| Inglés británico | Inglés americano                                                                               |
| --- | ---------------------------------------------------------------------------------------------- |
| not touch something with a bargepole                                                                                       | not touch something with a ten-foot pole                                                       |
| sweep under the carpet | sweep under the rug*                                                                           |
| touch wood | knock on wood                                                                                  |
| (can't) see the wood for the trees                                                                                         | (can't) see the forest for the trees                                                           |
| put a spanner in the works                                                                                                 | throw a (monkey) wrench in(to) (a situation)                                                   |
| to put (or stick) your oar in [but] it won't make a ha'porth of difference to put your two penn'orth (o tuppence worth) in | to put your two cents (o two cents' worth) in                                                  |
| skeleton in the cupboard                                                                                                   | skeleton in the closet                                                                         |
| a home from home | a home away from home                                                                          |
| to blow one's own trumpet                                                                                                  | to blow (or toot) one's own horn                                                               |
| a drop in the ocean | a drop in the bucket                                                                           |
| flogging a dead horse | beating a dead horse                                                                           |
| haven't (got) a clue | don't have a clue or have no clue (las variaciones del inglés británico también son aceptadas) |
| couldn't care less | could care less or couldn't care less                                                          |
| a new lease of life | a new lease on life                                                                            |
| lie of the land or lay of the land                                                                                         | lay of the land                                                                                |
| take it with a pinch of salt                                                                                               | take it with a grain of salt                                                                   |
| a storm in a teacup | a tempest in a teapot (no suele usarse)                                                        |
| out of order | out of line                                                                                    |
| slowcoach | slowpoke                                                                                       |

* En Estados Unidos, "carpet" suele referirse a una moqueta, más que a una alfombra (rug).

### Diferencias sociales y culturales
Elementos léxicos que reflejan un desarrollo social y cultural distinto.

#### Educación

##### Enseñanza primaria y secundaria
| Rango de edad | Inglés británico               | Inglés británico                  | Inglés británico               | Inglés americano  | Inglés americano   |
| Rango de edad | Nombre                         | Nombre alternativo/nombre antiguo | Sílabo                         | Nombre            | Nombre alternativo |
| ------------- | ------------------------------ | --------------------------------- | ------------------------------ | ----------------- | ------------------ |
| 1–4           | Preschool (opcional)           | Preschool (opcional)              | Preschool (opcional)           |                   |                    |
| 1–4           | Nursery                        | Playgroup                         | Foundation Stage 1             | Daycare           |                    |
| 3–5           | Primary school                 | Primary school                    | Primary school                 |                   |                    |
| 3–5           | Reception                      | Infants reception                 | Foundation Stage 2             | Preschool         | Pre-K              |
| 5–6           | Year 1                         | Infants year 1                    | Key Stage 1                    | Kindergarten      |                    |
| 5–6           | Year 1                         | Infants year 1                    | Key Stage 1                    | Elementary school |                    |
| 6–7           | Year 2                         | Infants year 2                    | Key Stage 1                    | 1st grade         |                    |
| 7–8           | Year 3                         | First year Junior                 | Key Stage 2                    | 2nd grade         |                    |
| 8–9           | Year 4                         | Second year junior                | Key Stage 2                    | 3rd grade         |                    |
| 9–10          | Year 5                         | Third year junior                 | Key Stage 2                    | 4th grade         |                    |
| 10–11         | Year 6                         | Fourth year junior                | Key Stage 2                    | 5th grade         |                    |
| 11–12         | Secondary school / High school | Secondary school / High school    | Secondary school / High school | Middle school     | Junior high school |
| 11–12         | Year 7                         | First form                        | Key Stage 3                    | 6th grade         |                    |
| 12–13         | Year 8                         | Second form                       | Key Stage 3                    | 7th grade         |                    |
| 13–14         | Year 9                         | Third form                        | Key Stage 3                    | 8th grade         |                    |
| 14–15         | Year 10                        | Fourth form                       | Key Stage 4, GCSE              | High school       | High school        |
| 14–15         | Year 10                        | Fourth form                       | Key Stage 4, GCSE              | 9th grade         | Freshman year      |
| 15–16         | Year 11                        | Fifth form                        | Key Stage 4, GCSE              | 10th grade        | Sophomore year     |
| 16–17         | Sixth form / FE College        | Sixth form / FE College           | Sixth form / FE College        | 11th grade        | Junior year        |
| 16–17         | Year 12                        | Lower sixth (first year)          | Key Stage 5, A level           | 11th grade        | Junior year        |
| 17–18         | Year 13                        | Upper sixth (second year)         | Key Stage 5, A level           | 12th grade        | Senior year        |

EE. UU. tiene un sistema nacional de términos más uniforme que el Reino Unido, donde la terminología y la estructura varían entre los países que lo constituyen, pero la división por grados varía algo entre los estados e incluso entre los distritos escolares locales. Por ejemplo, elementary school  suele incluir el kindergarten y puede incluir el sexto grado, mientras que middle school sólo incluye dos grades o se extiende hasta el noveno grado.
En el Reino Unido, el equivalente estadounidense de high school suele denominarse "secondary school", independientemente de que esté financiado por el Estado o sea privado. En EE.UU., la educación secundaria también incluye middle school o junior high school, una escuela de transición de dos o tres años entre la escuela primaria y la secundaria. "Middle school" se utiliza a veces en el Reino Unido como sinónimo de "junior school", que abarca la segunda mitad del plan de estudios de primaria, es decir, los cursos de cuarto a sexto en algunas zonas. Sin embargo, en Dorset (sur de Inglaterra), se utiliza para describir la segunda escuela del sistema de tres niveles, que normalmente va del quinto al octavo año. En otras regiones, como Evesham y sus alrededores en Worcestershire, el segundo nivel va del sexto al octavo año, y ambos comienzan la enseñanza secundaria en el noveno año. En Kirklees, West Yorkshire, en los pueblos de Dearne Valley hay un sistema de tres niveles: las escuelas de primer nivel van del año de reception al quinto año, la middle school (Scissett/Kirkburton Middle School) del sexto al octavo año, y high school del noveno al decimotercero año.
Una escuela pública (public school) tiene significados opuestos en los dos países. En inglés estadounidense se trata de una institución pública abierta a todos los estudiantes y financiada por el Estado. En inglés británico, el término se utiliza en el contexto de la educación "privada": recibir educación privada con un tutor. En Inglaterra y Gales, el término se refiere estrictamente a un grupo mal definido de prestigiosos colegios privados independientes financiados con las cuotas de los alumnos, aunque a menudo se utiliza de forma más laxa para referirse a cualquier colegio independiente. Los colegios independientes también se conocen como "escuelas privadas" (private schools), y este último es el término utilizado en Escocia e Irlanda del Norte para todos los colegios de este tipo financiados mediante tasas. Estrictamente, el término public school no se utiliza en Escocia e Irlanda del Norte en el mismo sentido que en Inglaterra, pero sin embargo Gordonstoun, la escuela privada escocesa, se denomina a veces como public school, al igual que algunas otras escuelas privadas escocesas. Las escuelas financiadas por el gobierno en Escocia e Irlanda del Norte se denominan propiamente "state schools", pero a veces se confunden con "public schools" (con el mismo significado que en EE.UU.), y en EE.UU., donde la mayoría de las escuelas públicas son administradas por los gobiernos locales, una state school suele referirse a una universidad gestionada por uno de los estados de EE.UU..
Los hablantes tanto de los Estados Unidos como del Reino Unido utilizan varios términos adicionales para referirse a tipos específicos de centros de enseñanza secundaria. Un "prep school" o "preparatory school" estadounidense es un centro independiente financiado mediante tasas académicas; el mismo término se utiliza en el Reino Unido para designar un centro privado para alumnos menores de 13 años, destinado a prepararlos para los centros públicos de pago. En Estados Unidos, las escuelas católicas cubren los gastos mediante la matrícula y están afiliadas a una institución religiosa, casi siempre una iglesia católica o una diócesis. En Inglaterra, donde el sistema educativo financiado por el Estado surgió de las escuelas parroquiales organizadas por la Iglesia oficial local, la Iglesia de Inglaterra (Church of England, C of E, o CE), muchas escuelas, especialmente las de primaria (hasta los 11 años), mantienen una conexión eclesiástica y se conocen como church schools, CE schools o CE (aided) schools. También hay faith schools asociadas a la Iglesia Católica Romana y a otras confesiones importantes, con distintos sistemas de financiación. En Escocia, las escuelas católicas suelen funcionar como escuelas públicas financiadas por el gobierno para comunidades católicas, sobre todo en grandes ciudades como Glasgow.
En Estados Unidos, las magnet school reciben financiación pública y tienen requisitos especiales de admisión: en algunos casos, los alumnos son admitidos por sus mejores resultados en las pruebas de admisión, mientras que otras magnet schools admiten a los alumnos por sorteo. En el Reino Unido existen las city academy, que son centros independientes de patrocinio privado gestionados con fondos públicos y que pueden seleccionar hasta un 10% de alumnos por aptitudes. Además, en el Reino Unido 36 autoridades educativas locales mantienen la selección por aptitudes a los 11 años. Tienen grammar schools (centros de secundaria financiados por el Estado), que admiten a los alumnos en función de sus resultados en un examen (conocido como 11+), y comprehensive schools (centros integrales), que admiten a alumnos de todas las capacidades. Los "grammar schools" seleccionan a los más capaces académicamente, entre el 10% y el 23% de los que se presentan al examen. Los alumnos que suspenden el examen van a una secondary modern school, a veces llamada "high school" o "academia". En las zonas donde no hay grammar schools, los centros de enseñanza general también pueden denominarse high schools o academies. A nivel nacional, sólo el 6% de los alumnos asiste a grammar schools, principalmente en cuatro condados distintos. Algunas escuelas privadas se denominan "grammar schools", sobre todo los que lo eran mucho antes de la llegada de la enseñanza pública.

##### Universidad
En el Reino Unido se dice que un estudiante universitario "study", "read" o, informalmente, simplemente "do (a subject)" una asignatura. En el pasado reciente, la expresión "to read a subject" era más común en las universidades más antiguas, como Oxford y Cambridge. En Estados Unidos, un estudiante studies o majors in una asignatura (aunque major, concentration o, menos comúnmente, emphasis de un estudiante también se utiliza en los colegios o universidades de Estados Unidos para referirse a la carrera de estudio). "To major in" en algo se refiere al principal curso de estudio del estudiante; to study puede referirse a cualquier clase que se tome.

BrE
"She read biology at Cambridge."
"She studied biology at Cambridge."
"She did biology at Cambridge." (informal)
AmE
"She majored in biology at Harvard."
"She studied biology at Harvard."
"She concentrated in biology at Harvard."
A nivel universitario en BrE, cada module es impartido o facilitado por un lecturer o tutor; professor es el título de trabajo de un académico sénior (en AmE, en algunas universidades, el equivalente del BrE lecturer es instructor, especialmente cuando el profesor tiene un título menor o no tiene título universitario, aunque el uso puede llegar a ser confuso según si la asignatura que se imparte se considera técnica o no; también es diferente de adjunct instructor/professor). En AmE cada class suele ser impartida por un professor (aunque algunas instituciones educativas terciarias estadounidenses siguen el uso del BrE), mientras que el cargo de lecturer se otorga ocasionalmente a personas contratadas temporalmente para impartir una o más clases y que pueden tener o no un título de doctorado.
La palabra course en el uso estadounidense suele referirse al estudio de un tema restringido o de una asignatura individual (por ejemplo, "a course in Early Medieval England", "a course in integral calculus") durante un periodo de tiempo limitado (como un semestre o trimestre) y equivale a un module, a veces, unit en una universidad británica. En el Reino Unido, "course of study" o simplemente "course" suele referirse a todo el programa de estudios, que puede durar varios años y constar de cualquier número de modules, por lo que también es prácticamente sinónimo de programa de estudios. Existen algunas excepciones específicas de las universidades: por ejemplo, en Cambridge la palabra paper se utiliza para referirse a un module, mientras que el curso completo de estudios se denomina tripos.
Una dissertation en AmE se refiere al producto escrito final de un estudiante de doctorado para cumplir el requisito de ese programa. En BrE, la misma palabra se refiere al producto final escrito de un estudiante en un programa de licenciatura o máster. Una dissertation en el sentido AmE sería thesis en BrE, aunque también se utiliza dissertation.
Otra fuente de confusión es el diferente uso de la palabra college. (Véase una discusión internacional completa sobre los distintos significados en college.) En EE. UU., se refiere a una institución posterior a la educación secundaria que otorga títulos de associate o bachelor, y en el Reino Unido, se refiere a cualquier institución postsecundaria que no sea una universidad (incluyendo sixth form college tras la denominación en educación secundaria de los años 12 y 13, the sixth form) donde se pueden cursar cursos intermedios como A levels o NVQs (en inglés: National Vocational Qualification) y se pueden retomar cursos de GCSE. College puede utilizarse a veces en el Reino Unido o en países de la Commonwealth como parte de un centro de secundaria o bachillerato (por ejemplo, Dubái College). En el caso de las universidades de Oxford, Cambridge, Aberdeen, Londres, Lancaster, Durham, Kent y York, todos los miembros lo son también de un college que forma parte de la universidad; por ejemplo, uno es miembro del King's College de Cambridge y, por tanto, de la universidad.
Tanto en Estados Unidos como en el Reino Unido, "college" puede referirse a una división de una universidad que comprende departamentos académicos relacionados, como el "college of business and economics", aunque en el Reino Unido se utiliza más a menudo "faculty". En Estados Unidos, las instituciones que ofrecen entre dos y cuatro años de educación postsecundaria suelen incluir la palabra college en su nombre, mientras que las que ofrecen titulaciones más avanzadas se denominan university. (Hay excepciones: El Boston College, el Dartmouth College y el College of William & Mary son ejemplos de colleges que ofrecen titulaciones superiores, mientras que la Vincennes University es un ejemplo inusual de "university" que sólo ofrece titulaciones de asociado en la gran mayoría de sus programas académicos). Los estudiantes estadounidenses que cursan un bachelor's degree (cuatro años de educación superior) o un associate degree (dos años de educación superior) son college students independientemente de si asisten a un college o university y se refieren a sus instituciones educativas informalmente como colleges. Un estudiante que cursa un máster o un doctorado en artes y ciencias es en AmE un graduate student; en BrE es un postgraduate student, aunque a veces también se utiliza graduate student. Los estudiantes de programas profesionales avanzados se conocen por su campo (business student, law student, medical student). Algunas universidades también tienen un sistema residencial, cuyos detalles pueden variar pero que generalmente implican espacios comunes para vivir y comer, así como actividades organizadas por el college. No obstante, en lo que respecta al nivel educativo, AmE utiliza generalmente la palabra college (por ejemplo, going to college), mientras que BrE utiliza generalmente la palabra university (por ejemplo, going to university), independientemente de la designación/estatus oficial de la institución en ambos países.
En el contexto de la enseñanza superior, la palabra school se utiliza de forma ligeramente diferente en BrE y AmE. En BrE, excepto en la University of London, la palabra escuela se utiliza para referirse a un departamento académico de una universidad. En AmE, la palabra school se utiliza para referirse a un conjunto de departamentos académicos relacionados y dirigidos por un decano. Cuando se refiere a una división de una universidad, school es prácticamente sinónimo de college.
"Professor" tiene distintos significados en BrE y AmE. En BrE es el rango académico más alto, seguido de reader, senior lecturer y lecturer. En AmE, "professor" se refiere al personal académico de todos los rangos, con (full) professor (equivalente en gran medida al significado en el Reino Unido) seguido de associate professor y assistant professor.
"Tuition" ha tenido tradicionalmente significados distintos en cada variante. En BrE es el contenido educativo transferido del profesor al estudiante en una universidad. En AmE es el dinero (las tasas) que se paga para recibir esa educación (BrE: tuition fees).

##### Términos generales
Tanto en Estados Unidos como en el Reino Unido, un estudiante takes an exam, pero en BrE también se puede decir que un estudiante sit an exam. Al prepararse para un examen, los estudiantes revise (BrE)/review (AmE) lo que han estudiado; el modismo BrE to revise for tiene el equivalente to review for en AmE.
Los exámenes están supervisados por invigilators en el Reino Unido y proctors (o (exam) supervisors) en Estados Unidos (un proctor en el Reino Unido es un funcionario responsable de la disciplina estudiantil en la Universidad de Oxford o Cambridge). En el Reino Unido, un profesor primero sets y luego administers un examen, mientras que en Estados Unidos, un profesor primero writes, makes, prepares, etc. y luego gives an exam. Con el mismo significado básico de esta última idea pero con una connotación más formal u oficial, un profesor en Estados Unidos también administer o proctor an exam.

BrE:
"I sat my Spanish exam yesterday." "I plan to set a difficult exam for my students, but it isn't ready yet."
AmE:
"I took my exams at Yale." "I spent the entire day yesterday writing the exam. I'm almost ready to give it to my students."
En BrE, a los estudiantes se les conceden marks como crédito por los requisitos (por ejemplo, exámenes, proyectos) mientras que en AmE, a los estudiantes se les conceden points o "grades" por lo mismo. Del mismo modo, en BrE, el trabajo de un candidato is being marked, mientras que en AmE se dice to be graded para determinar qué nota o calificación se otorga.
Existe además una diferencia entre el uso estadounidense y británico de la palabra school. En el uso británico, "school" sólo se refiere a las escuelas primarias (elementales) y secundarias (superiores) y a los institutos de enseñanza secundaria (sixth forms); si alguien "goes to school", implica este tipo de institución. Por el contrario, un estudiante universitario estadounidense puede estar "in/at school", "coming/going to school", etc. Los estudiantes estadounidenses y británicos de Derecho y Medicina suelen hablar de "law school" y "med[ical] school", respectivamente. Sin embargo, la palabra school se utiliza en el contexto de la educación superior para describir una división que agrupa varias asignaturas relacionadas dentro de una universidad, por ejemplo "School of European Languages" que contiene departments para cada lengua y también en el término "art school". También es el nombre de algunos de los colegios constituyentes de la Universidad de Londres, por ejemplo, School of Oriental and African Studies, London School of Economics.
Entre los estudiantes de secundaria y universitarios de Estados Unidos, las palabras freshman (o los términos neutros de género first year o a veces freshie), sophomore, junior y senior se refieren al primer, segundo, tercer y cuarto año respectivamente. Es importante que primero se establezca el contexto de instituto o universidad o, de lo contrario, debe indicarse directamente (es decir, She is a high-school freshman. He is a college junior.). Muchos institutos de ambos países utilizan también el término first-year como sustituto neutro de freshman en cuanto al género, aunque en Estados Unidos se trata de un uso reciente, ya que antes sólo se refería a quienes cursaban el primer año como estudiantes de posgrado. Una excepción es la Universidad de Virginia; desde su fundación en 1819 se han utilizado los términos "first-year", "second-year", "third-year", y "fourth-year" para describir a los estudiantes universitarios de pregrado. En las academias de servicio de Estados Unidos (en inglés: United States service academies), al menos las gestionadas directamente por el gobierno federal, se utiliza una terminología diferente, a saber, "fourth class", "third class", "second class" y "first class" (el orden de numeración es el inverso al número de años de asistencia). En el Reino Unido, a los estudiantes universitarios de primer curso a veces se les llama "freshers" a principios del año académico; sin embargo, no existen nombres específicos para los de otros cursos ni para los alumnos de colegio. En Estados Unidos, a los estudiantes de posgrado y profesionales se les conoce por su año de estudio, como "second-year medical student" or un "fifth-year doctoral candidate". A los estudiantes de Derecho se les suele denominar "1L", "2L" o "3L" en lugar de "nth-year law students"; del mismo modo, a los estudiantes de Medicina se les suele denominar "M1", "M2", "M3" o "M4".
Mientras que en Estados Unidos se dice que cualquier persona que termina sus estudios en cualquier institución educativa aprobando los exámenes pertinentes se gradúa ("to graduate") y es un graduado ("graduate"), en el Reino Unido sólo pueden graduarse ("graduate") los estudiantes de grado y niveles superiores. "Student" tiene un significado más amplio en AmE, es decir, cualquier persona de cualquier edad que estudie cualquier materia a cualquier nivel (incluidos los que no lo hacen en una institución educativa, como "piano student" que recibe clases particulares en su casa), mientras que en BrE tiende a utilizarse para las personas que estudian en una institución de educación postsecundaria y el término "pupil" se utiliza más ampliamente para una persona joven en la escuela primaria o secundaria, aunque el uso de "student" para los alumnos de secundaria en el Reino Unido es cada vez más frecuente, en particular para la "sixth form" (años 12 y 13).
Los nombres de las distintas instituciones pueden resultar confusos. En Estados Unidos hay varios institutos con la palabra "university" en sus nombres que no están afiliados a ninguna institución postsecundaria y no pueden conceder títulos, y hay un instituto público, el Central High School de Filadelfia, que sí concede títulos de licenciatura al diez por ciento de los mejores alumnos que se gradúan. Los institutos británicos llevan ocasionalmente la palabra "college" en sus nombres.
En lo que respecta al proceso de admisión, en BrE se suele pedir a los solicitantes "letters of reference" o "reference forms" a personas de referencia. En AmE, se denominan "letters of recommendation" o "recommendation forms". En consecuencia, los redactores de estas cartas se conocen como referees y recommenders, respectivamente por país. En AmE, la palabra referee se entiende casi siempre para referirse a un árbitro de un partido deportivo.
En el contexto de la educación, para AmE, la palabra staff se refiere principalmente al personal escolar que no es ni administrador ni tiene carga docente o responsabilidades académicas; el personal que tiene responsabilidades académicas se denomina miembro del faculty de su institución. En BrE, la palabra staff se refiere tanto al personal escolar académico como al no académico. Como se ha mencionado anteriormente, el término faculty en BrE se refiere más bien a un conjunto de departamentos académicos relacionados.

#### Gobierno y política
En el Reino Unido, los candidatos políticos se presentan a las elecciones (stand for election), mientras que en Estados Unidos se utiliza "run for office". El uso de estos términos entre el BrE y el AmE es prácticamente inexistente. Además, el documento que contiene las posiciones y principios de un partido se denomina party platform en AmE, mientras que en BrE se conoce comúnmente como party manifesto. (En AmE, utilizar el término manifesto puede connotar que el partido es una organización extremista o radical). El término general election se utiliza de forma ligeramente diferente en inglés británico y estadounidense. En BrE, se refiere exclusivamente a unas elecciones parlamentarias de ámbito nacional y se diferencia de las elecciones locales (alcaldías y concejalías) y de las elecciones parciales ("by-elections"); mientras que en AmE, se refiere a unas elecciones finales para cualquier cargo gubernamental en EE UU, donde el término se diferencia del término "primary" (unas elecciones que determinan el candidato de un partido para el cargo en cuestión). Además, "by-election" en BrE se denomina "special election" en AmE.
En AmE, el término swing state, swing county, swing district se utiliza para designar una jurisdicción/circunscripción en la que se espera que los resultados sean parecidos pero cruciales para el resultado global de las elecciones generales. En BrE, el término marginal constituency se utiliza más a menudo para lo mismo y swing se utiliza más comúnmente para referirse a cuánto ha ganado (o perdido) un partido una ventaja sobre otro en comparación con las elecciones anteriores.
En el Reino Unido, el término government sólo se refiere a lo que en Estados Unidos se conoce comúnmente como el executive branch o la administración (administration) concreta.
Un gobierno local en el Reino Unido se denomina genéricamente "council", mientras que en Estados Unidos, un gobierno local se denominará genéricamente "City" (o county, village, etc., dependiendo del tipo de entidad a la que sirva el gobierno).

#### Empresa y finanzas
En los estados financieros, lo que en AmE se denomina revenue o sales se conoce en BrE como turnover. En AmE, "high turnover" en un contexto empresarial suele tener implicaciones negativas, aunque el significado exacto varía según el sector.
Una empresa en quiebra entra en administración o liquidación ("go into administration" o "liquidation") en BrE; en AmE se utilizan los siguientes términos: go bankrupt, o files for Chapter 7 (liquidation) or Chapter 11 (reorganisation). Una persona o sociedad insolvente entra en quiebra ("goes bankrupt") tanto en BrE como en AmE.
Si una compañía financiera toma posesión de una propiedad hipotecada de un deudor, se denomina foreclosure en AmE y repossession en BrE. En algunos casos limitados, la repossession puede utilizarse en AmE, pero es mucho menos común en comparación con la foreclosure. Una excepción común en AmE es el caso de los automóviles, de los que siempre se hace referencia a su embargo ("repossessed"). De hecho, un agente que recoge estos coches para el banco se conoce coloquialmente en AmE como repo man.

#### Empleo y contratación
En BrE, el término curriculum vitae (comúnmente abreviado CV) se utiliza para describir el documento preparado por los solicitantes con sus credenciales requeridas para un puesto de trabajo. En AmE, el término résumé es más común, utilizándose CV principalmente en contextos académicos o de investigación, y suele ser más completo que un résumé.

#### Seguros
AmE distingue entre coverage como sustantivo y cover como verbo; un estadounidense procura comprar suficiente cobertura de seguro para cubrir adecuadamente un riesgo concreto. El BrE utiliza la palabra "cover" tanto para el sustantivo como para el verbo.

#### Transporte
Los hablantes del AmE se refieren a transportation y los del BrE a transport. (Transportation en el Reino Unido ha significado tradicionalmente el castigo de criminales deportándolos a una colonia penal en el extranjero). En AmE, la palabra transport se usa normalmente sólo como verbo, rara vez como sustantivo o adjetivo excepto en referencia a ciertos objetos especializados, como tape transport o military transport (por ejemplo, troop transport, un tipo de vehículo, no un acto de transportar).

##### Transporte por carretera
Las diferencias terminológicas son especialmente evidentes en el contexto de las carreteras. El término británico dual carriageway, en la jerga estadounidense, sería divided highway o, quizás, simplemente highway. La mediana (central reservation) de una autopista (motorway) o autovía (dual carriageway) en el Reino Unido sería median o center divide de una autopista (freeway), autovía (expressway, highway o parkway) en Estados Unidos. Los carriles unidireccionales que permiten entrar y salir de estas carreteras en un punto intermedio sin interrumpir el flujo de tráfico se conocen como "slip roads" en el Reino Unido, pero en EE. UU. suelen denominarse "ramps" y ambos distinguen entre "on-ramps" o "on-slips" (para entrar en una autopista/autovía) y "off-ramps" o "exit-slips" (para salir de una autopista/autovía). Cuando los ingenieros estadounidenses hablan de slip roads, se refieren a una calle que discurre junto a la carretera principal (separada por una berma) para permitir el acceso fuera de la autopista a los locales que allí se encuentran; sin embargo, es más habitual utilizar el término frontage road, que en el Reino Unido equivale a service road. Sin embargo, no es raro que un estadounidense utilice también service road en lugar de frontage road.
En el Reino Unido, el término outside lane se refiere a overtaking lane a mayor velocidad (passing lane en EE. UU.) más cercano al centro de la carretera, mientras que inside lane se refiere al carril más cercano al borde de la carretera. En EE. UU., el outside lane sólo se utiliza en el contexto de un giro, en cuyo caso depende de la dirección en la que esté girando la carretera (es decir, si la carretera gira a la derecha, el carril izquierdo es el "outside lane", pero si la carretera gira a la izquierda, es el carril derecho). En ambos casos se habla también de carriles lentos y rápidos (slow lanes y fast lanes, aunque la velocidad real del tráfico sea igual o superior al límite legal).
En el Reino Unido, drink driving se refiere a conducir después de haber consumido bebidas alcohólicas, mientras que en EE. UU. el término es drunk driving. El término legal en EE. UU. es driving while intoxicated (DWI) o driving under the influence (of alcohol) (DUI). La expresión legal equivalente en el Reino Unido es drunk in charge of a motor vehicle (DIC) o, más comúnmente, driving with excess alcohol.
En el Reino Unido, hire car es el equivalente estadounidense de rental car. El término "hired car" puede ser especialmente engañoso para los estadounidenses, donde el término "hire" se aplica generalmente sólo a la contratación de personas y el término "rent" se aplica a la custodia temporal de bienes. Para un estadounidense, "hired car" implicaría que el coche se ha puesto al servicio de una organización como si fuera una persona, lo que no tendría sentido.
En el Reino Unido, saloon es un vehículo equivalente al sedán estadounidense. Esto resulta especialmente confuso para los estadounidenses, ya que en su país el término saloon sólo se utiliza en un contexto: para describir un viejo bar (pub en el Reino Unido) del Oeste americano (a Western saloon). Coupé se utiliza en ambos casos para referirse a un coche de dos puertas, pero suele pronunciarse con dos sílabas en el Reino Unido (coo-pay) y con una en Estados Unidos (coop).
En el Reino Unido, van puede referirse a un lorry (UK) de cualquier tamaño, mientras que en EE. UU., van sólo se entiende como un camión muy pequeño y cuadrado (US) (como moving van) o un automóvil largo de pasajeros con varias filas de asientos (como un minivan). En EE. UU., un vehículo grande y largo utilizado para el transporte de carga casi siempre se llamaría truck, aunque ocasionalmente pueden oírse términos alternativos como eighteen-wheeler (independientemente del número real de neumáticos del camión).
En el Reino Unido, silencer es el equivalente al muffler estadounidense. En EE. UU., la palabra silencer sólo tiene un significado: un accesorio en el cañón de un arma diseñado para detener el chasquido distintivo de un disparo.
Algunas piezas de automóvil y términos de transporte tienen nombres diferentes en los dos dialectos, por ejemplo:
| Reino Unido                       | Estados Unidos                                         |
| --------------------------------- | ------------------------------------------------------ |
| accelerator                       | gas pedal, accelerator                                 |
| accumulator                       | battery                                                |
| bendy bus                         | articulated bus                                        |
| bonnet                            | hood                                                   |
| boot (of a car)                   | trunk (of a car)                                       |
| breakdown lorry                   | tow truck                                              |
| car journey                       | road trip                                              |
| car park                          | parking lot                                            |
| (railway) coach, carriage         | (ferricarril) passenger car                            |
| crash barrier                     | guardrail                                              |
| driving licence                   | driver's license                                       |
| dual carriageway                  | divided highway                                        |
| estate car                        | station wagon                                          |
| exhaust pipe                      | tail pipe, exhaust                                     |
| fire engine                       | fire truck, fire engine                                |
| flyover                           | overpass, flyover                                      |
| gearbox                           | transmission                                           |
| gear lever                        | gear shift, shifter                                    |
| give way                          | yield                                                  |
| goods train                       | freight train                                          |
| goods wagon/truck                 | freight car                                            |
| hard shoulder                     | shoulder                                               |
| hired car, hire car               | rental car, rental                                     |
| hood, soft/hard top               | convertible top, soft/hard top                         |
| indicator                         | turn signal; blinker                                   |
| juggernaut, lorry                 | semi, semi-truck, 18-wheeler, big rig, tractor-trailer |
| jump lead                         | jumper cable                                           |
| junction                          | fork (in the road)                                     |
| lorry                             | truck                                                  |
| articulated lorry                 | semi-trailer truck, semi                               |
| manual                            | stick shift, manual                                    |
| marshalling yard                  | classification yard                                    |
| metalled road                     | cobblestone road, paved road                           |
| motorway                          | freeway, highway, expressway                           |
| mudguard, wheel arch, wing        | fender                                                 |
| number plate                      | license plate                                          |
| overtake (a vehicle)              | pass (a vehicle)                                       |
| pavement, footpath                | sidewalk, pavement                                     |
| pedestrian crossing               | crosswalk                                              |
| petrol                            | gasoline, gas                                          |
| police car                        | patrol car, cop car, police car                        |
| public transport                  | public transportation, public transit, mass transit    |
| racing car                        | racecar                                                |
| railway                           | railroad                                               |
| roadworks                         | construction zone, roadwork                            |
| saloon                            | sedan                                                  |
| silencer                          | muffler                                                |
| single carriageway                | undivided highway                                      |
| spanner                           | wrench                                                 |
| taxi                              | cab, taxi, taxicab                                     |
| ticking over                      | idling                                                 |
| traffic light (red, amber, green) | stoplight (red, yellow, green)                         |
| tram                              | streetcar, trolley                                     |
| transport café                    | truck stop                                             |
| tyre                              | tire                                                   |
| underground (tube)                | subway, metro (see variations below)                   |
| windscreen                        | windshield                                             |
| car valeting                      | auto detailing                                         |

##### Transporte ferroviario
También existen diferencias terminológicas en el contexto del transporte ferroviario. La más conocida es railway en el Reino Unido y railroad en Norteamérica, pero existen varias más. Una railway station en el Reino Unido es una railroad station en Estados Unidos, mientras que train station se utiliza en ambos; los trenes tienen drivers (a menudo llamados engine drivers) en el Reino Unido, mientras que en Estados Unidos los trenes son conducidos por engineers; los trenes tienen guards en el Reino Unido y conductors en Estados Unidos, aunque estos últimos también son comunes en el Reino Unido; un lugar donde se encuentran dos vías se denomina a set of points en el Reino Unido y switch en Estados Unidos; y un lugar donde una carretera cruza una línea de ferrocarril a nivel del suelo se denomina level crossing en el Reino Unido y grade crossing o railroad crossing en Estados Unidos. En el Reino Unido, el término sleeper se utiliza para los dispositivos que soportan el peso de los raíles y en Estados Unidos se conocen como ties o crossties. En un contexto ferroviario, sleeper (más a menudo, sleeper car) se entendería en Estados Unidos como un vagón de ferrocarril con dormitorios para sus pasajeros. El término británico platform (andén) en el sentido de "The train is at Platform 1" (El tren está en el andén 1) se conocería en EE. UU. por el término track (vía), y se utilizaría en la frase "The train is on Track 1" (El tren está en la vía 1). El término británico brake van o guard's van es caboose en Estados Unidos. La frase en inglés americano "All aboard" (todos a bordo) al subir a un tren rara vez se utiliza en el Reino Unido, y cuando el tren llega a su parada final, en el Reino Unido la frase utilizada por el personal ferroviario es "All change" mientras que en EE. UU. es "All out" (todos fuera), aunque este tipo de anuncios son poco comunes en ambas regiones.
En cuanto a las redes ferroviarias subterráneas, aunque en el Reino Unido se utiliza comúnmente el término underground, sólo el metro de Londres (London Underground) lleva realmente este nombre: el único otro sistema de este tipo del Reino Unido, el más pequeño metro de Glasgow (Glasgow Subway), fue de hecho el primero en llamarse "subway". Sin embargo, tanto metro como subway son ahora más comunes en EE. UU., variando según la ciudad: en Washington D. C., por ejemplo, se utiliza metro, mientras que en Nueva York se prefiere subway. Otra variante es el T de Boston.

#### Televisión
Tradicionalmente, un show en la televisión británica se refería a un programa de entretenimiento ligero (BrE programme) con uno o más artistas y un público participativo, mientras que en la televisión estadounidense, el término se utiliza para cualquier tipo de programa. El inglés británico se refería tradicionalmente a otros tipos de programas por su tipo, como drama, serial, etc., pero el término show ha adoptado ahora el significado generalizado estadounidense. En la televisión estadounidense, los episodios de un programa emitidos por primera vez en un año determinado se denominan season, mientras que el conjunto del programa —que puede abarcar varias temporadas— se denomina series. En la televisión británica, en cambio, la palabra series puede aplicarse a los episodios de un programa de un año concreto, por ejemplo, "The 1998 series of Grange Hill", así como a toda la serie. Sin embargo, a veces se hace referencia a toda la serie como "show". El término telecast, que significa emisión televisiva y es poco común incluso en EE. UU., no se utiliza en el inglés británico. Un programa de televisión se emite (broadcast, aired o shown) tanto en el Reino Unido como en Estados Unidos.

#### Telecomunicaciones
Una llamada de larga distancia es una "trunk call" en inglés británico, pero es una "toll call" en inglés estadounidense, aunque ninguno de los dos términos es muy conocido entre los estadounidenses más jóvenes. La distinción es el resultado de diferencias históricas en la forma de facturar el servicio local: tradicionalmente, el Bell System tarificaba las llamadas locales a tanto alzado en todos los mercados, salvo en unos pocos, y subvencionaba el servicio local cobrando tarifas más altas, o peajes, por las llamadas interurbanas, lo que permitía que las llamadas locales parecieran gratuitas. British Telecom (y antes la British Post Office) cobraba por todas las llamadas, locales y de larga distancia, por lo que etiquetar una clase de llamada como "toll" carecía de sentido.
Del mismo modo, un número gratuito (toll-free number) en Estados Unidos es freephone en el Reino Unido. El término "freefone" es una marca comercial de BT.

#### Ríos
En inglés británico, el nombre de un río suele ir después de la palabra (River Thames), aunque hay algunas excepciones, como el Wick River. En inglés americano, el nombre se coloca antes de la palabra (Hudson River).

## Gramática

### Concordancia sujeto-verbo
En inglés estadounidense (AmE), los sustantivos colectivos se construyen casi siempre en singular: the committee was unable to agree. Sin embargo, cuando un hablante desea enfatizar que los individuos actúan por separado, puede emplearse un pronombre plural con un verbo singular o plural: the team takes their seats, en lugar de the team takes its seats. Lo más probable es que la frase se reformule como the team members take their seats. A pesar de excepciones como el uso en The New York Times, los nombres de los equipos deportivos se escriben en plural, incluso si la forma del sustantivo es singular.
En inglés británico (BrE), los sustantivos colectivos pueden adoptar formas verbales singulares (formal agreement) o plurales (notional agreement), según se haga hincapié en el organismo en su conjunto o en los miembros individuales respectivamente; compárese a committee was appointed con the committee were unable: 23 El término the Government siempre adopta un verbo plural en la convención de la función pública británica, quizá para enfatizar el principio de responsabilidad colectiva del gabinete. Compárense también las siguientes líneas de la canción de Elvis Costello "Oliver's Army": Oliver's Army is here to stay / Oliver's Army are on their way. Algunos de estos sustantivos, por ejemplo staff, en realidad se combinan con verbos plurales la mayoría de las veces.

La diferencia se da en todos los sustantivos de multitud, tanto en los términos generales como team y company como en los nombres propios (por ejemplo, cuando se utiliza un topónimo para referirse a un equipo deportivo). Por ejemplo
BrE: SuperHeavy is a band that shouldn't work o First Aid Kit are a band full of contradictions; AmE: The Clash is a well-known band.

BrE: FC Red Bull Salzburg is an Austrian association football club; AmE: The New York Red Bulls are an American soccer team.
Los nombres propios que tienen forma plural llevan un verbo plural tanto en AmE como en BrE; por ejemplo, The Beatles are a well-known band; The Diamondbacks are the champions, con una excepción importante: en inglés estadounidense, the United States se utiliza casi universalmente con un verbo singular. Aunque la construcción the United States are era más común al principio de la historia del país, a medida que el gobierno federal singular ejerció más autoridad y se desarrolló una identidad nacional singular (especialmente tras la guerra civil americana), se convirtió en norma tratar a the United States como un sustantivo singular.

## Estilo

### Uso de that y which en oraciones de relativo restrictivas y no restrictivas
Generalmente, una oración de relativo no restrictiva (non-restrictive relative clause, también llamada non-defining o supplementary) es aquella que contiene información complementaria, es decir, que no cambia el significado del resto de la frase, mientras que una oración de relativo restrictiva (restrictive relative clause, también llamada defining or integrated) contiene información esencial para el significado de la frase, limitando de hecho la frase nominal modificada a un subconjunto definido por la oración de relativo. Un ejemplo de cláusula restrictiva es "The dog that bit the man was brown". Un ejemplo de cláusula no restrictiva es "The dog, which bit the man, was brown". En la primera, "that bit the man" identifica al perro del que se habla. En la segunda, "which bit the man" proporciona información complementaria sobre un perro conocido. Las oraciones de relativo no restrictivas suelen ir acompañadas de comas, mientras que las restrictivas no, sin embargo, esta no es una regla que se cumple universalmente. En el habla, esto también se refleja en la entonación. Los escritores suelen utilizar which para introducir una cláusula no restrictiva y that para introducir una cláusula restrictiva. En prosa, "that" rara vez se utiliza para introducir una cláusula relativa no restrictiva. Tanto which como that se utilizan habitualmente para introducir una cláusula restrictiva; según un estudio de 1977, aproximadamente el 75% de las veces que se utilizaba which era en cláusulas restrictivas.
H. W. Fowler, en A Dictionary of Modern English Usage de 1926, sugirió que sería preferible usar which como pronombre no restrictivo (lo que él llama "non-defining") y that como pronombre restrictivo (lo que él llama defining), pero también afirmó que esta regla no era observada ni por la mayoría de los escritores ni por los mejores escritores. Da a entender que el uso que sugiere es más común en el inglés americano. Fowler señala que su uso recomendado presenta problemas, en particular que that debe ser la primera palabra de la cláusula, lo que significa, por ejemplo, que which no puede sustituirse por that cuando sigue inmediatamente a una preposición (por ejemplo, "the basic unit from which matter is constructed") – aunque esto no impediría una preposición encallada (por ejemplo, "the basic unit that matter is constructed from").
Los manuales de estilo de los prescriptivistas estadounidenses, como Bryan Garner, suelen insistir, por razones estilísticas, en que se utilice that para las oraciones de relativo restrictivas y which para las no restrictivas, refiriéndose al uso de which en las oraciones restrictivas como un "error". Según la edición de 2015 del Fowler's Dictionary of Modern English Usage, "En AmE which 'no se usa generalmente en cláusulas restrictivas, y ese hecho se interpreta entonces como la regla absoluta de que solo that puede introducir una cláusula restrictiva', mientras que en BrE 'tanto that como which pueden ser usados en cláusulas restrictivas', pero muchos británicos 'creen que that es obligatorio'".

### Subjuntivo
El modo subjuntivo es más común en el inglés coloquial estadounidense que en el inglés coloquial británico.

## Escritura

### Ortografía
Antes de principios del siglo XVIII, la ortografía inglesa no estaba estandarizada. Tras la publicación de influyentes diccionarios, se empezaron a notar las diferencias. En su mayor parte, las grafías actuales del BrE siguen las del Dictionary of the English Language (1755) de Samuel Johnson, mientras que las del AmE siguen las del An American Dictionary of the English Language (1828) de Noah Webster. En el Reino Unido, la influencia de quienes preferían la ortografía francesa de ciertas palabras resultó decisiva. En muchos casos, la ortografía AmE se desvió de la ortografía británica dominante; por otro lado, también ha conservado a menudo formas más antiguas. Noah Webster popularizó, aunque a menudo no creó, muchas de las grafías características del AmE. Webster eligió grafías alternativas ya existentes "por motivos de simplicidad, analogía o etimología". Webster intentó introducir algunas grafías reformadas, al igual que el Simplified Spelling Board a principios del siglo XX, pero la mayoría no fueron adoptadas. Los cambios ortográficos posteriores en el Reino Unido tuvieron poco efecto en la ortografía estadounidense actual, y viceversa.

### Puntuación

#### Puntos y aparte en las abreviaturas
Ha habido algunas tendencias de diferencia transatlántica en el uso del punto en algunas abreviaturas. Los símbolos de unidad, como kg y Hz, nunca llevan punto.

#### Paréntesis/corchetes
En inglés británico, las marcas "( )" suelen denominarse paréntesis (brackets), mientras que "[ ]" se denominan corchetes (square brackets) y "{ }" (curly brackets), llaves. En inglés británico formal y en inglés estadounidense, las marcas "( )" son paréntesis, "[ ]" se denominan brackets o square brackets, y "{ }" pueden denominarse curly brackets  o braces. A pesar de los diferentes nombres, estas marcas se utilizan de la misma manera en ambas variedades.

#### Citas
El inglés británico y el estadounidense difieren en el estilo preferido de las comillas, incluida la colocación de las comas y los puntos. En inglés estadounidense, " y ' se denominan quotation marks, mientras que en inglés británico, " y ' se denominan commas o speech marks. Además, en el inglés americano el discurso directo suele utilizar la comilla doble ( " ), mientras que en el inglés británico es habitual utilizar la coma invertida ( ' ).

#### La coma en los titulares
Los periódicos estadounidenses suelen utilizar la coma como abreviatura de "and" en los titulares. Por ejemplo, The Washington Post tituló "A TRUE CONSERVATIVE: For McCain, Bush Has Both Praise, Advice.".

## Expresiones numéricas
Hay muchas diferencias en la escritura y el habla de los números ingleses, la mayoría de las cuales son cuestiones de estilo, con la notable excepción de las distintas definiciones de billón.
Los dos países tienen convenciones diferentes para la numeración de pisos. El Reino Unido utiliza una mezcla del sistema métrico y las unidades imperiales, mientras que en Estados Unidos predominan en la vida cotidiana las unidades tradicionales estadounidenses, con unos pocos campos en los que se utiliza el sistema métrico.

### Importes monetarios
Los importes monetarios en el rango de una a dos unidades monetarias principales suelen hablarse de forma diferente. En AmE se puede decir a dollar fifty o a pound eighty, mientras que en BrE estas cantidades se expresarían como one dollar fifty y one pound eighty. Para cantidades superiores a un dólar, los estadounidenses suelen o bien omitir las denominaciones o bien dar dólares y centavos, como en two-twenty o two dollars and twenty cents para $2.20. Un estadounidense no diría two dollars twenty. Por otro lado, en inglés, two-twenty o two pounds twenty sería lo más común.
Es más común oír a un angloparlante británico decir one thousand two hundred dollars que a thousand and two hundred dollars, aunque esta última construcción es común en AmE. En inglés británico, "and" va después de las centenas (one thousand, two hundred and thirty dollars). El término twelve hundred dollars, popular en AmE, se utiliza con frecuencia en BrE, pero sólo para múltiplos exactos de 100 hasta 1.900. Los hablantes de BrE muy rara vez utilizan el término "mil doscientos dólares". Los hablantes de BrE muy rara vez oyen cantidades superiores a 1.900 expresadas en centenas, por ejemplo, twenty-three hundred. En AmE no sería raro referirse a una cifra alta y desigual como 2.307 como twenty-three hundred and seven.
En BrE, sobre todo en los anuncios de televisión o radio, los números enteros pueden pronunciarse individualmente en la expresión de cantidades. Por ejemplo, on sale for £399 puede expresarse on sale for three nine nine, aunque la expresión completa three hundred and ninety-nine pounds es al menos igual de común. Un anunciante estadounidense casi siempre diría on sale for three ninety-nine, con el contexto distinguiendo 399 dólares de 3,99 dólares. En inglés británico, esta última pronunciación implica un valor en libras y peniques, por lo que tres noventa y nueve se entendería como £3,99.
En el inglés hablado, la palabra "pound" también se utiliza a veces coloquialmente para el plural. Por ejemplo, ee pound forty y twenty pound a week se oyen ambas en inglés británico. Algunas otras monedas no cambian en plural; el yen y el rand son ejemplos. Esto se añade al uso adjetival normal, como ena twenty-pound-a-week pay-rise (aumento de sueldo en EE. UU.). En la práctica, el euro suele adoptar el plural regular -s, a pesar de que la UE dicta que debe permanecer invariable en contextos formales; el uso invariable es más común en Irlanda, donde es la moneda oficial.
En el BrE, el uso de p en lugar de pence es común en el uso hablado. Cada una de las siguientes expresiones tiene la misma legitimidad: 3 pounds 12 p; 3 pounds and 12 p; 3 pounds 12 pence; 3 pounds and 12 pence; así como sólo 8 p o 8 pence. En el uso cotidiano la cantidad se lee simplemente en cifras (£3.50 = three pounds fifty) como en AmE.
AmE utiliza palabras como nickel, dime y quarter para las monedas pequeñas. En BrE el uso habitual es a 10-pence piece o a 10p o simplemente a 10p, para cualquier moneda inferior a £1, pound coin y two-pound coin. El BrE tenía palabras específicas para algunas monedas antes de la decimalización. Los nombres formales de las monedas, como half crown (2/6) y florin (2/-), así como los nombres de argot o familiares, como bob (1/-) y tanner (6d)para las monedas anteriores a la decimalización, siguen siendo familiares para los hablantes de BrE más antiguos, pero no se utilizan para las monedas modernas. En términos más antiguos como two-bob bit (2/-) y thrupenny bit (3d), la palabra bit tenía un uso común antes de la decimalización similar al de piece hoy en día.
Para explicitar la cantidad en palabras en un cheque (BrE cheque), los americanos escriben three and 24⁄100  (utilizando esta construcción solidus o con una línea de división horizontal): no necesitan escribir la palabra dollars ya que normalmente ya está impresa en el cheque. En un cheque, los residentes en el Reino Unido escribirían three pounds and 24 pence, three pounds ‒ 24, o three pounds ‒ 24p, ya que la unidad monetaria no está preimpresa. Para dificultar una modificación no autorizada, es útil disponer de un terminador de expresión incluso cuando se utiliza un número entero de dólares/libras: así, los estadounidenses escribirían three and 00⁄100  o three and no⁄100 en un cheque de tres dólares (para que no se pueda cambiar fácilmente a, por ejemplo, three million), y los residentes en el Reino Unido escribirían three pounds only.

### Fechas
Las fechas suelen escribirse de forma diferente en su forma abreviada (numérica). El día de Navidad de 2000, por ejemplo, es 25/12/00 o 25.12.00 en el Reino Unido y 25/12/00 en EE. UU., aunque los formatos 25/12/2000, 25.12.2000 y 25/12/2000 tienen ahora más vigencia que antes del efecto 2000. Ocasionalmente se encuentran otros formatos, como el ISO 8601 2000-12-25, popular entre programadores, científicos y otros que buscan evitar la ambigüedad y hacer coincidir el orden alfanumérico con el cronológico. La diferencia en el orden abreviado de las fechas puede dar lugar a malentendidos, sobre todo cuando se utilizan programas o equipos que emplean el formato extranjero. Por ejemplo, 06/04/05 podría significar June 4, 2005 (si se lee en formato estadounidense), 6 April 2005 (si se lee en formato británico) o incluso el 5 April 2006 si se toma como un formato más antiguo del estilo ISO 8601, en el que se permitían años de 2 dígitos.
Cuando se utiliza el nombre del mes en lugar del número para escribir una fecha en el Reino Unido, el estilo estándar reciente es que el día preceda al mes, por ejemplo, 21 April. En EE. UU., el mes precede a la fecha casi siempre, y fue habitual en el Reino Unido hasta finales del siglo XX. El uso británico suele cambiar el día de entero a ordinal, es decir, 21st en lugar de 21. En el habla, en el Reino Unido se utilizan "of" y "the", como en "the 21st of April". En el lenguaje escrito, las palabras "the" y "of" pueden omitirse, como en "21st April". En EE. UU. se diría "April 21st", y esta forma sigue siendo común en el Reino Unido. Una de las pocas excepciones en el inglés estadounidense es decir "the Fourth of July" como abreviatura del Día de la Independencia de Estados Unidos. En el ejército estadounidense se utilizan las formas británicas, pero el día se lee cardinalmente, mientras que entre algunos hablantes de las variedades de inglés de Nueva Inglaterra y del sur de Estados Unidos y que proceden de esas regiones pero viven en otros lugares, esas formas son comunes, incluso en contextos formales.
Frases como las siguientes son comunes en el Reino Unido, pero en general se desconocen en Estados Unidos: "A week today", "a week tomorrow", "a week (on) Tuesday" y "Tuesday week"); todas ellas se refieren a un día que está más de una semana en el futuro. "A fortnight Friday" y "Friday fortnight" se refieren a un día dos semanas después del próximo viernes). "A week on Tuesday" y "a fortnight on Friday" pueden referirse a un día en el pasado ("it's a week on Tuesday, you need to get another one") o en el futuro ("see you a week on Tuesday"), dependiendo del contexto. En EE. UU. la construcción estándar es "a week from today", "a week from tomorrow", etc. Los hablantes de BrE también pueden decir "Thursday last" o "Thursday gone" donde AmE preferiría "last Thursday". "I'll see you (on) Thursday coming" o "let's meet this coming Thursday" en BrE se refieren a una reunión a finales de esta semana, mientras que "not until Thursday next" se referiría a la semana que viene. En BrE también es común el uso de los términos "Thursday after next" o "week after next" para referirse a 2 semanas en el futuro y "Thursday before last" y "week before last" para referirse a 2 semanas en el pasado, pero no cuando se refieren a tiempos de más de 2 semanas pasadas o cuando se usan los términos tomorrow, today o yesterday entonces en BrE se diría "5 weeks on Tuesday" o "2 weeks yesterday".

### Hora
El reloj de 24 horas (18:00, 18.00 o 1800) se considera normal en el Reino Unido y Europa en muchas aplicaciones, incluidos los horarios aéreos, ferroviarios y de autobuses; en EE. UU. se utiliza muy poco, salvo en aplicaciones militares, policiales, aeronáuticas y médicas. Por ello, muchos estadounidenses se refieren al reloj de 24 horas como military time. Algunos manuales de estilo del inglés británico recomiendan el punto (.) para indicar la hora, así como el libro de estilo interno de la Universidad de Oxford, y la de los periódicos The Guardian y The Times.A diferencia del inglés americano, que utiliza los dos puntos (:) (por ejemplo, 11:15 PM/pm/p. m. o 23:15 para AmE y 11.15 p. m. o 23.15 para BrE). Normalmente, en las aplicaciones militares (y a veces en las policiales, aeronáuticas y médicas) a ambos lados del Atlántico 0800y 1800 se leen como (oh/zero) eight hundred y eighteen hundred horas respectivamente. Incluso en el Reino Unido, hundred sigue a twenty, twenty-one, twenty-two y twenty-three cuando se leen 2000, 2100, 2200 y 2300 según esas aplicaciones.
Quince minutos después de la hora se denomina quarter past en el uso británico y a quarter after o, menos comúnmente, a quarter past en el uso estadounidense. Quince minutos antes de la hora suele denominarse quarter to en el uso británico y a quarter of, a quarter to o a quarter 'til en el uso estadounidense; la forma a quarter to se asocia con partes del norte de Estados Unidos, mientras que a quarter 'til o till se encuentra principalmente en la región de los Apalaches. Treinta minutos después de la hora se denomina comúnmente half past tanto en británico como en americano; half after solía ser más común en Estados Unidos. En el habla informal británica, a veces se omite la preposición, de modo que 5:30 puede denominarse half five; esta construcción es totalmente ajena a los hablantes estadounidenses, que posiblemente interpretarían half five como 4:30 (a medio camino de las 5:00) en lugar de 5:30. Las formaciones AmE top of the hour y bottom of the hour no se utilizan en BrE. Formas como eleven forty son comunes en ambas variedades. Para ser sencillos y directos al decir la hora, no se utilizan términos relativos a quince o treinta minutos antes/después de la hora, sino que la hora se dice exactamente como, por ejemplo, nine fifteen, ten forty-five.

### Porcentajes deportivos
En las estadísticas deportivas, algunos porcentajes, como los de victorias o derrotas y paradas en hockey sobre hierba o sobre hielo y en fútbol, se expresan casi siempre como una proporción decimal a tres cifras en AmE y suelen leerse en voz alta como si fueran números enteros, por ejemplo (0).500 o five hundred, de ahí la expresión "games/matches over five hundred", mientras que en BrE también se expresan pero como porcentajes reales, tras multiplicar el decimal por 100%, es decir, 50% o "fifty per cent" y "games/matches over 50% o 50 per cent". Sin embargo, "games/matches over 50% o 50 percent" también se encuentra en AmE, aunque de forma esporádica, por ejemplo, los porcentajes en voleibol.
La práctica estadounidense de expresar los denominados porcentajes en las estadísticas deportivas como decimales se originó con los promedios de bateo del béisbol, desarrollados por el estadístico e historiador de origen inglés Henry Chadwick.